# Vuitè Doctor
El Vuitè Doctor és la vuitena encarnació del protagonista de la longeva sèrie britànica de ciència-ficció de la BBC Doctor Who. Va ser interpretat per Paul McGann. Encara que només va aparèixer dues vegades, una vegada en una pel·lícula per a televisió de 1996 i una altra en un mini-episodi de la sèrie moderna el 2013, les seves aventures es van estendre a altres publicacions, moltes de les quals es van incorporar parcialment a la continuïtat de la sèrie en el seu segona aparició televisiva.
En la narrativa de la sèrie, el Doctor és un alienígena de segles d'edat de la raça dels senyors del temps del planeta Gallifrey que viatja en el temps i l'espai en la seva TARDIS, freqüentment amb companyants. Quan el Doctor és ferit mortalment, pot regenerar el seu cos, però en fer-ho guanya una nova aparença física, i amb ella una nova personalitat. McGann interpreta la vuitena encarnació, un personatge apassionat, entusiasta i excèntric. La seva única acompanyant en la pel·lícula televisiva és Grace Holloway (Daphne Ashbrook), una doctora en medicina la cirurgia és la responsable d'activar la seva regeneració. En les següents aventures dels audiodrames, novel·les i còmics, viatja amb molts altres acompanyants, entre d'altres Charley Pollard, Destrii, Lucie Miller i Sam Jones.
El Vuitè Doctor va ser el primer des del Primer Doctor (William Hartnell) el rostre del qual va aparèixer en els títols de crèdit inicials, una tendència que es va perllongar al llarg de la sèrie moderna amb el Novè, Desè i Onzè Doctors.